# Iskanje
Iskanje je debitantski studijski album slovenske pop rock skupine Društvo mrtvih pesnikov (DMP), izdan leta 1993 pri ZKP RTV Slovenija v obliki kasete.

## Ozadje
Skupina je, po tem ko se je avgusta 1990 preimenovala v Društvo mrtvih pesnikov, aktivno nastopala: 29. novembra 1991 so v novomeški športni dvorani Marof organizirali odmeven koncert s predstavitvijo lastne glasbe in ustvarjanja. Sledilo je še nekaj nastopov na večjih koncertnih odrih, ko je skupino nepričakovano zapustil bobnar Simon Žižek. Skupina je ravno tedaj dobila ponudbo za nastop na open air festivalu Rock am See v Hannovru. Žižek je pristal še na ta zadnji nastop in tako je skupina svojo glasbo predstavila tudi v Nemčiji.
V začetku leta 1992 je bila na natečaju za Pop delavnico 1992 sprejeta skladba Boruta Tirana z naslovom "Ko te ni", s katero so DMP dosegli 5. mesto po oceni strokovne žirije in naziv najbolj obetavne skupine. Na Pop delavnici je debitiral tudi novi bobnar skupine Marko Zajc.
Zadnje dni pred potekom roka za natečaj za Pop delavnico 1993 so se člani DMP spet odpravili v studio in posneli Alanovo skladbo "Ko prižgeš nov dan", ki je nato postala zmagovalna skladba po izboru strokovne žirije. Skupina pa kljub temu ni imela več nastopov. V skupini se je pojavilo malodušje, zaostrili so se nekateri konflikti, kar vse je imelo za posledico, da je iz benda odšel klaviaturist Boštjan Kovačič. Preostali člani so k igranju povabili mladega Igorja Lumperta, danes enega vodilnih slovenskih jazzovskih saksofonistov, ki je takoj vnesel v skupino novega zanosa, vendar so vsi skupaj po skoraj enoletnem muziciranju (med drugim so DMP v tem času tudi zmagali na rock festivalu Vipavska trgatev 1993) ugotovili, da se značajsko ne ujemajo, in tako je tudi Igor sporazumno zapustil bend. Zamenjal ga je Mitja Bobnar, pa je tudi on kmalu odnehal zaradi osebnih obveznosti, ki mu niso dovoljevale posvečati dovolj časa skupini. Preostali štirje člani so spoznali, da je za vse najboljše, če ostanejo kvartet, kar pa seveda ni preprečevalo, da pri posameznih projektih ne bi sodelovali tudi drugi glasbeniki.

## Snemanje
Že pred koncertom v Hannovru je skupina v ljubljanskem Studiu Akademik posnela dve skladbi ("Mestni Robin Hood" in "Vse reke tečejo") ter v Studiu Metro tri skladbe ("Prvi Novomeščan", "Pomlad narodov" in "Tvoj svet"). Avgusta 1992 istega leta se je bend z bobnarjem Markom Zajcem odpravil v Studio Luca v Novem mestu, da bi posnel svojo prvo kaseto, ki so jo poimenovali Iskanje in je izšla pri ZKP RTVS marca 1993. Kot koproducent in tonski mojster je sodeloval Tomaž Maras-Mot. 

## Seznam pesmi
Vse pesmi in vsa besedila je napisal Borut Tiran, razen kjer je to navedeno.
| Stran A | Stran A                 | Stran A     | Stran A |
| Št.     | Naslov                  | Besedilo    | Dolžina |
| ------- | ----------------------- | ----------- | ------- |
| 1.      | „Mestni Robin Hood‟     |             | 4:17    |
| 2.      | „Pomlad narodov‟        |             | 4:28    |
| 3.      | „Ko te ni‟              |             | 4:50    |
| 4.      | „Tvoj svet‟             |             | 4:16    |
| 5.      | „Propadlemu prijatelju‟ | Simon Žižek | 3:03    |

| Stran B | Stran B           | Stran B                | Stran B |
| Št.     | Naslov            | Besedilo               | Dolžina |
| ------- | ----------------- | ---------------------- | ------- |
| 6.      | „Novo mesto‟      |                        | 2:57    |
| 7.      | „Iskanje‟         | Tiran, Tomaž Koncilija | 3:33    |
| 8.      | „Prvi Novomeščan‟ |                        | 5:30    |
| 9.      | „Vse reke tečejo‟ |                        | 4:38    |
| 10.     | „Reny‟            |                        | 5:12    |

## Zasedba
Društvo mrtvih pesnikov
- Borut Tiran — vokal
- Alan Vitezič — kitara
- Marko Zajc — bobni (3, 5, 6, 7, 10)
- Tomaž Koncilija — bas kitara

Ostali
- Simon Žižek — bobni (1, 2, 4, 8, 9)
- Tomaž Maras-Mot — soproducent